# Бабернов, Василий Иванович
Василий Иванович Бабернов (6 февраля 1909, д. Гривно — 4 апреля 1974, Москва) — советский военачальник, генерал-майор Советской Армии.

## Биография
Родился 6 февраля 1909 года[по какому календарю?] в деревне Гривно (ныне — Подольский район Московской области). Окончил среднюю школу и рабфак, после чего работал на московском заводе «Геофизика». В августе 1934 года был призван на службу в РККА; в 1936 год окончил Ейское военно-морское авиационное училище, служил на командных должностях в Военно-воздушных силах СССР.
Участвовал в боях советско-финской войны, будучи командиром авиационного звена 5-й эскадрильи 5-го истребительного авиационного полка. Награжден орденом Красного Знамени.
В начале Великой Отечественной войны был заместителем командира эскадрильи 71-го истребительного авиационного полка. Был награждён вторым орденом Красного Знамени. В декабре 1941 года был ранен и после излечения направлен на учёбу в Военно-морскую академию, после окончания которой в 1943 году вернулся на фронт; командовал 78-м истребительным авиационным полком.
С ноября 1946 года по апрель 1947 года исполнял обязанности командира 6-й истребительной авиационной дивизии. С апреля 1947 года по ноябрь 1949 года командовал 91-й истребительной авиационной дивизией ВВС Северного флота. В 1951 году окончил Военно-воздушную академию и год спустя перешёл на преподавательскую работу в Военную академию Генерального штаба Вооружённых Сил СССР. В 1958 году ему было присвоено воинское звание генерал-майора авиации; в 1960 году  — уволен в запас. Проживал в Москве. Умер 4 апреля 1974 года; похоронен на Введенском кладбище (уч. 29).
Был награждён четырьмя орденами Красного Знамени, орденами Ушакова 2-й степени и Красной Звезды, а также рядом медалей.